# A mexikói olajipar emlékműve
A Mexikóvárosban található mexikói olajipar emlékműve az 1938-as mexikói kőolaj-államosításnak állít emléket.

## Története
Az emlékművet 1950-ben tervezték, alkotói Vicente Mendiola építész és Juan Fernando Olaguíbel szobrász voltak. Bár eredetileg egy olyan emlékművet terveztek, amely két félköríves szökőkútból állt volna, amelyek között egy 60 méter magas oszlop emelkedett volna, végül a terveket teljesen átdolgozták, az oszlop is sokkal kisebb lett. Az elkészült együttes felavatására 1952-ben került sor. Eredetileg egy egyszerű körtér közepén állt, de 1962-ben a forgalom növekedése miatt teljesen átépítették a helyszínt, az emlékmű gyalogos megközelíthetősége megszűnt.

## Az emlékmű
A Paseo de la Reforma és a Boulevard Adolfo Ruiz Cortines utak különszintű csomópontjában, a felső szinten többágúvá szélesedő út ágai között talalálható emlékmű egy 18 méter magas kőoszlopból, a mellette elhelyezkedő bronzszobrokból és egy többszintes szökőkútból áll. Körülötte korábban zöldterület és színes virágágyások díszlettek, később a csomópontot átépítették és a zöldfelület eltűnt. A kőoszlopon négy évszám látható: az 1810-es és az 1821-es a mexikói függetlenségi háború kezdetét és végét jelzi, az 1938-as a kőolaj-államosítást, az 1952-es pedig az emlékmű elkészülését. Alattuk egy táblán jóval kisebb betűkkel az államosítás okait, az akkori helyzetet ismertető szöveg olvasható.
A szoborkompozíció középpontjában a háttérben olajfúrótornyok és egyéb olajipari létesítmények, tartályok helyezkednek el, ettől északra három kútfúró munkás és egy méltóságteljesen álló negyedik munkás látható, délre pedig egy dús trópusi környezetben levő, de megalázott, térdelő indián, aki az államosítás előtt a külföldi gazdasági függéstől szenvedő Mexikót jelképezi, és akinek egy munkás átnyújta az 1938-as államosítási törvény szövegét. Mellette egy inget viselő értelmiségi dolgozó is megjelenik, kezében terveket tartva, középen pedig egy, a győzelmet jelképező, meztelen nőalak, amelynek lábánál ered az a víz, amely a szökőkútban zubog. Az értelmiségi dolgozó arcát az építész, Mendiola arcáról mintázták, míg a kétkezi munkás a szobrász, Olaguíbel vonásait idézi.